# Język kaka
Język kaka – język z rodziny bantu, używany w Kamerunie i Republice Środkowoafrykańskiej. W 1982 roku liczba mówiących wynosiła ok. 70 tysięcy.